# 鲍勃·基塞尔
鲍勃·基塞尔（英語：Bob Kiesel，1911年8月30日—1993年8月6日），美国男子田径运动员，主攻短跑。他曾代表美国参加1932年夏季奥林匹克运动会田径比赛，获得男子4×100米接力金牌。